# 恆春風藤
恆春風藤，又稱恆春胡椒，胡椒科胡椒屬植物，為台灣原生特有種。主要分布在恆春半島，為川上瀧彌於1906年7月2日於臺灣南部採集，1911年早田文藏發表新物種，模式標本現今存於日本東京大學植物標本館及農委會林業試驗所植物標本館。

## 形態
莖具匍匐性及攀緣性，表面光滑，有條紋:176，473，於節處長根。葉互生，葉片質地為紙質，無毛，橢圓至卵形，長8至18公分，寬3.5至8.5公分，葉緣平滑，基部歪鈍至圓形，先端短而漸尖。葉柄無毛，長0.4至1公分。花序與葉對生，單性花，雄花序為直立穗狀花序，長4至5公分；花序梗長約1.5公分。雌花序亦為直立穗狀花序，長2-3公分；花序梗長約1.5公分。果實於花序軸上密生，為紅色漿果。:234

## 分類
本種由川上瀧彌於1906年7月2日於台灣屏東恆春龜仔甪社（今社頂）採集，1911年早田文藏於東京帝國大學理科大學紀要的論文中命名。:234

## 分布與棲地
主要分布於台灣南部低海拔區域，多生長於珊瑚礁地帶，海拔範圍10至300公尺。恆春半島為主要分布地區，主要見於墾丁國家公園，另於大坪頂、關山、高雄萬壽山亦有所見。

## 人工育種及保育狀態
暫無危機，目前尚無人工育種。

## 生態利用
梅花鹿食物來源之一。

### 引用
1. ↑  .   [2023-02-12]. （原始内容存档于2023-02-12）.
2. ↑  .   [2023-02-12]. （原始内容存档于2023-02-12）.
3. ↑  楊遠波、劉和義、呂勝由. . 中華民國行政院農業委員會. 1999.
4. 1 2  早田, 文藏. . 東京帝國大學理科大學紀要. 1911-06-20,. VOL. XXX, Art.: 1-473.[]
5. ↑  陳柏豪、楊勝任. . 國家公園學報. 2018, 1 (28): 44-58.
6. ↑  陳玉峯. . 屏東縣: 墾丁國家公園管理處. 1985: 270.
7. ↑  徐國士、林則桐、呂勝由、邱文良. . 屏東縣: 墾丁國家公園管理處. 1985: 122.
8. ↑  . 台灣生物多樣性網絡. 國內紅皮書: 暫無危機（LC, Least Concern）
9. ↑  胡正恆、王穎. . 師大生物學報. 1994, (29): 11-20.

## 補述
1. ↑  採集號:1645；館號:T00305
2. ↑  採集號:1645；館號:7082